# Quai Lucien-Lombard
Le quai Lucien-Lombard (en occitan : cai Lucien Lombard) est une voie de Toulouse, chef-lieu de la région Occitanie, dans le Midi de la France.
Le quai est aménagé à partir de 1767, fruit de l'urbanisme classique du XVIIIe siècle, encouragé à Toulouse par les capitouls, les États de Languedoc, et l'archevêque. Il fut progressivement bâti selon les plans qui en avaient été donnés par l'ingénieur Joseph-Marie de Saget. Si le plan ne fut jamais complètement achevé, à cause du manque de moyens, de la lenteur des travaux et du déclenchement de la Révolution française, les constructions n'en conservent pas moins une certaine unité. Il forme, avec les quais de la Daurade et Saint-Pierre, qui le prolongent au nord et au sud, une agréable promenade à l'ombre des platanes.

## Situation et accès

### Description
Le quai Lucien-Lombard est une voie publique. Il se trouve à l'est du quartier Capitole.
La chaussée compte une seule voie de circulation automobile en sens unique, de la place Saint-Pierre vers la place de la Daurade. Elle appartient à une zone de rencontre et la vitesse y est limitée à 20 km/h. Il existe une piste cyclable à double-sens.

### Voies rencontrées
Le quai Lucien-Lombard rencontre les voies suivantes, dans l'ordre des numéros croissants (« g » indique que la rue se situe à gauche, « d » à droite) :
1. Place de la Daurade
2. Rue Étroite (d)
3. Place Saint-Pierre

### Transports
Le quai Lucien-Lombard n'est pas directement desservi par les transports en commun Tisséo. Il se trouve cependant à proximité immédiate de la place Saint-Pierre, au nord, et de la place de la Daurade, au sud, traversées et desservies par la navette Ville.
Plusieurs stations de vélos en libre-service VélôToulouse se trouvent également dans les rues voisines : les stations no 11 (2 place de la Daurade) et no 28 (6 place Saint-Pierre).

## Odonymie
Le quai Lucien-Lombard a été nommé en 1947, par décision du conseil municipal de Raymond Badiou, en hommage à Lucien Lombard (1899-1942), héros de la Résistance. Éclusier, gardien de la maison éclusière Saint-Pierre sur l'allée de Brienne (actuel no 5), le long du canal du même nom, il est fusillé par la Gestapo en 1942.
Le quai porta tout d'abord le nom de son concepteur, l'archevêque de Toulouse Étienne-Charles de Loménie de Brienne. En 1794, pendant la Révolution française, on le renomma – comme les actuelles place Saint-Pierre et rue Pargaminières – du nom de Voltaire, en l'honneur du philosophe des Lumières, mais le nom ne subsista pas.

## Histoire

### Moyen Âge et période moderne
Le quai Lucien-Lombard est aménagé à partir de 1767 par les États de Languedoc, à l'instigation de l'archevêque de Toulouse, Étienne-Charles de Loménie de Brienne. En 1780, les travaux sont à peu près terminés.

## Patrimoine et lieux d'intérêt
- no  1 : immeuble[3].

- no  20 : immeuble. 
Deux immeubles, construits au XVIIIe siècle sur la rue des Blanchers (actuel no 43), sont réunis après 1830. La façade sur le quai Lucien-Lombard, qui se développe sur six travées, est élevée vers 1780 sur les plans de Joseph-Marie de Saget, dans la continuité des immeubles voisins. Le rez-de-chaussée et l'entresol, ornés d'un bossage continu, sont réunis par des arcades et surmontés par une large cordon mouluré. Dans la travée de gauche, la fenêtre est surmontée par un linteau de pierre dont l'inscription rappelle le métier du propriétaire, Pierre Senac, tailleur de pierre. L'étage est probablement aménagé après 1830 : la façade, en retrait, permet de ménager une loggia, surmontée d'un avant-toit soutenu par de fines colonnes à chapiteaux doriques en bois[4].